# Ford T (платформа)
Ford T — автомобильная платформа компании Ford, выпускающаяся с 2004 года для внедорожников и пикапов.

## T1
Платформа Ford T1 дебютировала в 2006 году на Ford Expedition и имеет общие компоненты с Ford F-150 (2004—2008). С 2007 года на этой платформе выпускается Lincoln Navigator.

### Устанавливается на
- 2007—2017 Ford Expedition/Ford Expedition EL (U324 / U354)[1][2][3][4]
- 2007—2017 Lincoln Navigator/Lincoln Navigator L (U326 / U418)[5][6]
- 2009—2014 Ford F-150/Ford Lobo (P415)[7]
- 2009—2014 Lincoln Mark LT (P415)[8]

## T3
Платформа Ford T3 устанавливается на крупногабаритные пикапы с ноября 2014 года. Впервые платформа была представлена на Ford F-150 (P552), Ford Expedition и Lincoln Navigator.

### Устанавливается на
- 2015—2020 Ford F-150 / Ford Lobo (P552)
- 2017—2022 Ford Super Duty (P558)[10]
- 2018 — настоящее время Ford Expedition / Ford Expedition Max (U553)[11]
- 2018 — настоящее время Lincoln Navigator / Lincoln Navigator L (U554)
- 2021 — настоящее время Ford F-150 / Ford Lobo (P702)
- 2023 — настоящее время Ford Super Duty (P708)

## T5
- 2004—2009 Land Rover Discovery 3 / Land Rover LR3 (L319)
- 2006—2013 Range Rover Sport (L320)
- 2010—2016 Land Rover Discovery 4 / Land Rover LR4 (L319)

Также планировалось устанавливать платформу на Land Rover Defender (L317), Ford Explorer и Ford Bronco, однако проект был признан нецелесообразным.

## T6
- 2011—2023 Ford Ranger (P375)
- 2011—2020 Mazda BT-50 (UP, UR)
- 2015—2022 Ford Everest (U375)

### T6.2
- 2021 — настоящее время Ford Bronco (U725)
- 2022 — настоящее время Ford Ranger (P703)[15]
- 2022 — настоящее время Volkswagen Amarok (J73)
- 2022 — настоящее время Ford Everest (U704)